# Naturschutzgebiet Teiche Im Schee
Das Naturschutzgebiet Teiche Im Schee mit einer Größe von 1,4 ha liegt nördlich von Voßwinkel im Stadtgebiet von Arnsberg im Hochsauerlandkreis. Es wurde 1998 mit dem Landschaftsplan Arnsberg durch den Kreistag des Hochsauerlandkreises als Naturschutzgebiet (NSG) mit einer Flächengröße 1,3 ha ausgewiesen. Bei der Neuaufstellung des Landschaftsplanes Arnsberg durch den Kreistag 2021 wurde das NSG erneut ausgewiesen und minimal vergrößert. Das NSG grenzt im Westen an das Naturschutzgebiet Laubholzmischwald Im Sundern und im Süden an das Naturschutzgebiet Landschaftsraum Im Schee.

## Weitere Schutzausweisung
Das NSG-Gebiet wurde 2004 auch als FFH-Gebiet Luerwald und Bieberbach (DE-4513-301) und als EU-Vogelschutzgebiet Luerwald und Bieberbach (DE-4513-401) im Rahmen der EU Natura 2000-Gebiete ausgewiesen.

## Gebietsbeschreibung
Im NSG handelt es sich um Teichreihe und angrenzendem Waldrand südwestlich von Schloss Höllinghofen. Die naturnahen Teiche sind mehr oder weniger verlandet. Sie weisen teils Wasserlinsengesellschaften und Röhrichtzonen auf. Andere Teiche weisen sogar torfmoos- und seggenreiche Birkenbruchwaldfragmente auf. Die Teiche sind gleichzeitig ein kulturhistorisches Relikt des teils im NSG liegenden denkmalgeschützten Schlossparks von Höllinghofen.

## Spezielle Schutzzwecke für das NSG
Wie bei allen Naturschutzgebieten in Deutschland wurde in der Schutzausweisung darauf hingewiesen, dass das Gebiet „wegen der Seltenheit, besonderen Eigenart und Schönheit des Gebietes“ zum Naturschutzgebiet erklärt wurde. Laut Landschaftsplan erfolgte die Ausweisung zum:
- „Schutz, Erhaltung und Optimierung von sich naturnah entwickelnden Teichen mit einem angrenzenden gebüschreichen Waldmantel;“
- „Erhaltung der hohen Strukturvielfalt eines Lebensraumkomplexes aus Stillgewässer- und Feuchtwaldbiotopen sowie deren charakteristischen Tier- und Pflanzenwelt;“
- „Schutz und Erhaltung von landeskundlich bedeutsamen Teilen eines denkmalgeschützten Landschaftsparks;“
- „Sicherung der Kohärenz und Umsetzung des Europäischen Schutzgebietssystems Natura 2000.“
- „Das NSG dient auch der nachhaltigen Sicherung von besonders schutzwürdigen Lebensräumen nach § 30 BNatSchG und von Vorkommen seltener  Tier- und Pflanzenarten.“[2]